# Cotidianul

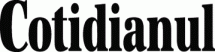
Primer logotipo del diario.

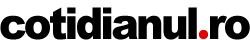
El logotipo utilizado entre 2003 y 2007

Cotidianul ( literal, Cotidiano ) es un periódico en línea en idioma rumano publicado en Bucarest, capital de Rumania.

## Historia
Fundado por Ion Rațiu, Cotidianul se publicó por primera vez el 10 de mayo de 1991  y fue, tras Libertatea, uno de los primeros periódicos libres de Rumania, puestos en marcha tras la Revolución de 1989. El periódico, con sede en Bucarest,  se publicó de lunes a sábado en formato berlinés. 
Dejó de editarse en formato impreso el 23 de diciembre de 2009  debido a dificultades financieras, pero siguió activo como fuente de noticias en línea.  Los propietarios anunciaron que el cierre era temporal debido a la insolvencia, pero no se encontraron compradores.  
Desde noviembre de 2016 el periódico vuelve a aparecer impreso. 

## Colaboradores
- Cătălin Avramescu
- Doru Bușcu
- Adrian Cioroianu
- Mirela Corlățan
- Răzvan Dumitrescu
- Eugen Istodor
- Adrian Majuru
- Andrei Marga
- Ioan T. Morar
- Cornel Nistorescu
- Cristian Oprea
- Octavian Paler
- Ovidiu Pecican
- Magdalena Popa Buluc
- Valerian Stan
- Jean-Lorin Sterian
- Liviu Ioan Stoiciu
- Cristian Teodorescu
- Vladimir Tismăneanu
- Robert Turcescu
- Traian Ungureanu
- Ioan Vieru
- Sever Voinescu